# كرار (دبابة)
دبابة كرّار (بالفارسية: تانک کرار) هي دبابة متطورة إيرانية مصنعة، بيد خبراء ومتخصصين وزارة الدفاع الإيرانية. وهي مبنية على هيكل تي 72 مع برج مصنع محلياً. هذه الدبابة مشبهة بدبابة ذوالفقار التي تستخدم الآن في جيش الجمهورية الإسلامية الإيرانية. أكّد العميد حسين دهقان وزير الدفاع الإيراني أنّ دبابة كرّار في صنف الدبابات الأكثر تقدماً في العالم وأشار إلى أهمية صناعة هذه الدبابة وإزاحة الستار عنها في المستقبل واحتمال تغيير إسمها.

## كشف النقاب
تم الكشف عن دبابة كرار الإيرانية في يوم الأحد الموافق 12 مارس 2017، وتعد كرار الدبابة الوطنية الإيرانية الأولى التي صممت وصنعت في منظمة الصناعات الدفاعية. وكانت قد ظهرت اشارات صحفية عن ادخال دبابة جديدة بإسم كرار منذ بدايات 2016.

## الإنتاج
تم افتتاح خطها الإنتاجي بحضور واشراف وزير الدفاع الإيراني العميد حسين دهقان في مؤسسة بني هاشم لصناعة الدبابات والمدرعات في مدينة دورود /جنوب غرب إيران/.

## ميزات
وقال العميد كيومرث حيدري على هامش ملتقى الطبّ القتالي في الحروب المستقبلية، حول دبابة “كرار”: سيتمّ نصب أنظمة جديدة وحديثة على دبابات “كرار” و”ذوالفقار” وستجهز هذه الدبابات بمنظومات متطوّرة.
وأكد وزير الدفاع واسناد القوات المسلحة في الجمهورية الإسلامية الإيرانية العميد حسين دهقان لبرنامج «الحوار الخاص» التلفزيوني، لقد صنعنا دبابة متطورة إن لم تكن أكثر تطورا من دبابة دبابة تي-90 (T90)الروسية فإنها بنفس مستوي تلك الدبابة وأطلقنا عليها اسم «كرار» وربما يتم تغيير اسمها التي سيتم إزاحة الستار عنها في المستقبل. وأضاف العميد دهقان إلي أن دبابة كرّار صنعت محليّةً مئة في المئة.
بعض خصائص الدبابة كالتالي:
- مزودة بنظام ليزري لتحديد المسافات
- مزودة بجهاز كومبيوتر باليستي (لتوجيه الأسلحة)
- قادرة على رماية الأهداف الثابتة والمتحركة في الليل والنهار
- قادرة على إطلاق الصواريخ وتوجيهها بالليزر بشكل دقيق
- إطلاق الصواريخ يتم عبر قمرة القيادة أو رامي الصواريخ
- مزودة بنظام مدفع رشاش من أجل إطلاق النار من قمرات الحرب في مختلف الظروف
- تملك إمكانية تجاوز مختلف أنواع جغرافيا الأرض
- مزودة بجهاز قيادة وملاحة وإمكانية عرضها لسائق الدبابة
- مزودة بنظام تدريع مقاوم لأسلحة ضد الدروع
- مزودة بنظام اتصالات وإدارة للمعارك الرقمية وكذلك إمكانية مواجهة الحروب الالكترونية[16]